# Legends of Eisenwald
Legends of Eisenwald (укр. Легенди Айзенвальда) — однокористувацька тактична рольова відеогра 2015 року, розроблена та видана білоруською компанією Aterdux Entertainment. Спочатку гра була випущена в дочасному доступі в жовтні 2013 року після успішної кампанії на Kickstarter, а офіційно вийшла в Steam 2 липня 2015 року.

## Ігровий процес
Розробники позиціонували гру як еволюцію та ідейне продовження своєї дебютної роботи Discord Times, що вийшла 2004 року, також вони позначали свій новий проєкт як «симулятор лицаря-мандрівника». Рецензенти також вказували на вплив ігор King's Bounty: The Legend і серії Heroes of Might and Magic.
Кампанія і сюжет гри є нелінійними. У головній кампанії планується 7 глав, включно з прологом. Загальний ігролад становить 30 годин.
Ігровий світ не є млявим: на ігровій карті в реальному часі окрім героя пересуваються та діють загони інших феодалів і розбійників. Разом з тим розробники обмежили самостійність ШІ через небажання позбавити гравця можливих завдань через загибель НІПів.
Основним джерелом доходу і соціального статусу є замок, де можна відновити здоров'я і найняти воїнів, а також відпочити. Також контроль над замками дозволяє не витрачати гроші на утримання загону. Рекрутувати солдатів можна в селах, замках, містах і монастирях, у кожному з яких можна найняти тільки певний їхній вид, а також у тавернах (де доступні найманці). Крім воїнів у бою можуть узяти участь сам герой (тип якого гравець може вибрати з трьох варіантів: лицар, баронеса і містик) і його супутники.
Воїни під час боїв отримують досвід і нові рівні, які визначає гравець за допомогою обраного ним шляху розвитку. Класи володіють різними навичками та можливостями, і вміють поводитися з певними типами зброї та обладунків, якими гравець може їх забезпечити за власним вибором. Крім цього юніти можна посилювати за допомогою амулетів і зілля. У грі також присутня магія — християнська і сатанинська.
На бойову систему гри вплинула Disciples II. Бої розгортаються на гексагональному полі з 30 клітин. У загоні героя може бути до 12 осіб, які шикуються в три лінії: воїни, стрільці та допоміжні юніти. Переміщатися солдати можуть тільки для атаки, відступу або застосування навички. Шкода від атаки залежить від її напрямку (так, удар у спину набагато небезпечніший за звичайний). Бійці можуть остаточно померти, якщо чотири рази отримають важкі поранення (втративши половину здоров'я). Під час штурмів замків обложники перед самою сутичкою втрачають частину здоров'я.

## Сюжет
Дія гри розгортається в злегка фентезійному південному німецькому князівстві Айзенвальд в окрузі Тюрингія, за часів високого середньовіччя. Сюжет основної кампанії присвячений долі юного спадкоємця барона Ланштайна, який повернувся в рідні краї та виявив свій родовий замок захопленим.

## Сприйняття

### Огляди
На Metacritic гра отримала оцінку 71/100, що відповідає категорії «змішані або середні відгуки». Енді Чалк з PC Gamer назвав її «захопливою та розважальною, незважаючи на брак глибини». Роуен Кайзер з IGN назвав її «сильною, простою тактичною рольовою грою» з надто амбітним сюжетом. У своєму огляді для GameSpot Бретт Тодд високо оцінив новизну гри, зосередившись на історичному реалізмі в середньовічній Німеччині, але зазначив, що її похмура атмосфера, повторювані битви та відсутність традиційних епічних фентезійних тропів можуть змусити гравців сумувати за традиційними фентезійними іграми.

### Продажі
За фінансовими показниками перше місце отримала Північна Америка, потім Західна Європа, потім — пострадянський регіон, до якого входять Росія, Білорусь, Україна тощо. За кількістю проданих копій гри трійка лідерів виглядає наступним чином: США, Росія та Німеччина.

### Нагороди
Редакція журналу «Ігроманія» занесла Legends of Eisenwald до списку найочікуваніших ігор 2014 року.
Навесні 2015 року на церемонії нагород The PAX East 2015 гра перемогла в номінації «Найкрутіша стратегічна гра».